# Adam Waczyński
Adam Waczyńsky (Toruń, 15 de outubro de 1989) é um basquetebolista profissional polonês que atualmente joga pelo Unicaja Malaga na Liga ACB da Espanha. O jogador que atua na posição Ala-armador e Ala, mede 1,99m e pesa 96kg.
Defendendo a seleção polonesa no EuroBasket 2015 com finais em Lille, Adam Waczyński obteve as seguintes médias: 15.9 pontos, 2.5 rebotes e 1.3 assistências por jogo.
Construiu carreira no basquetebol polonês entre 2001-2014 militando por vários clubes e jogando pelo Trefl Sopot sagrou-se bicampeão da Copa da Polônia em 2012 e 2013 e bicampeão da Supercopa da Polônia em 2013 e 2014.